# Boffzen
Boffzen é um município da Alemanha localizado no distrito de Holzminden, estado da Baixa Saxônia.
É membro e sede do Samtgemeinde de Boffzen.